# Patrick Steptoe
Patrick Steptoe (ur. 9 czerwca 1913, zm. 21 marca 1988) – brytyjski ginekolog.

## Życiorys
Wraz z Robertem Edwardsem opracował metodę zapłodnienia in vitro. Ich pierwszą pacjentką była Lesley Brown. Spermę pobrano od jej męża, Johna.
W dniu 25 lipca 1978 roku za pomocą cesarskiego cięcia przyszła na świat Louise Brown.
Patrick Steptoe zmarł 21 marca 1988 roku.